# 安娜·瑪麗亞 (普法爾茨-諾伊堡)
安娜·瑪麗亞（德語：Anna Maria von Pfalz-Neuburg，1575年8月18日—1643年2月11日），薩克森-威瑪公爵夫人，普法爾茨-諾伊堡公爵菲利普·路德維希的女兒。

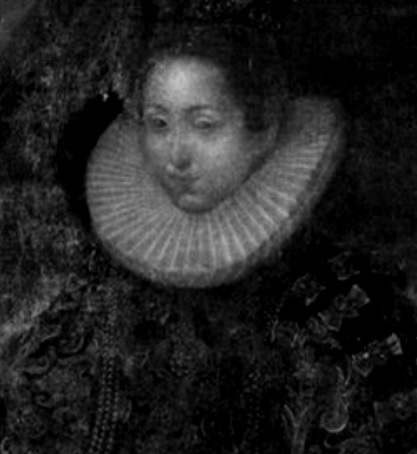

## 家庭
1591年，安娜·瑪麗亞和薩克森-威瑪公爵腓特烈·威廉一世結婚，兩人共有4子2女：
1. 約翰·菲利普（1597年—1639年）
2. 安娜·索菲（1598年—1641年）
3. 腓特烈（英语：Duke Friedrich of Saxe-Altenburg）（1599年—1625年）
4. 約翰·威廉（英语：Duke Johann Wilhelm of Saxe-Altenburg）（1600年—1632年）
5. 多蘿西亞（英语：Dorothea of Saxe-Altenburg）（1601年—1675年）
6. 腓特烈·威廉（1603年—1669年）